# 1336
1336 је била преступна година.